# Kohlgrube

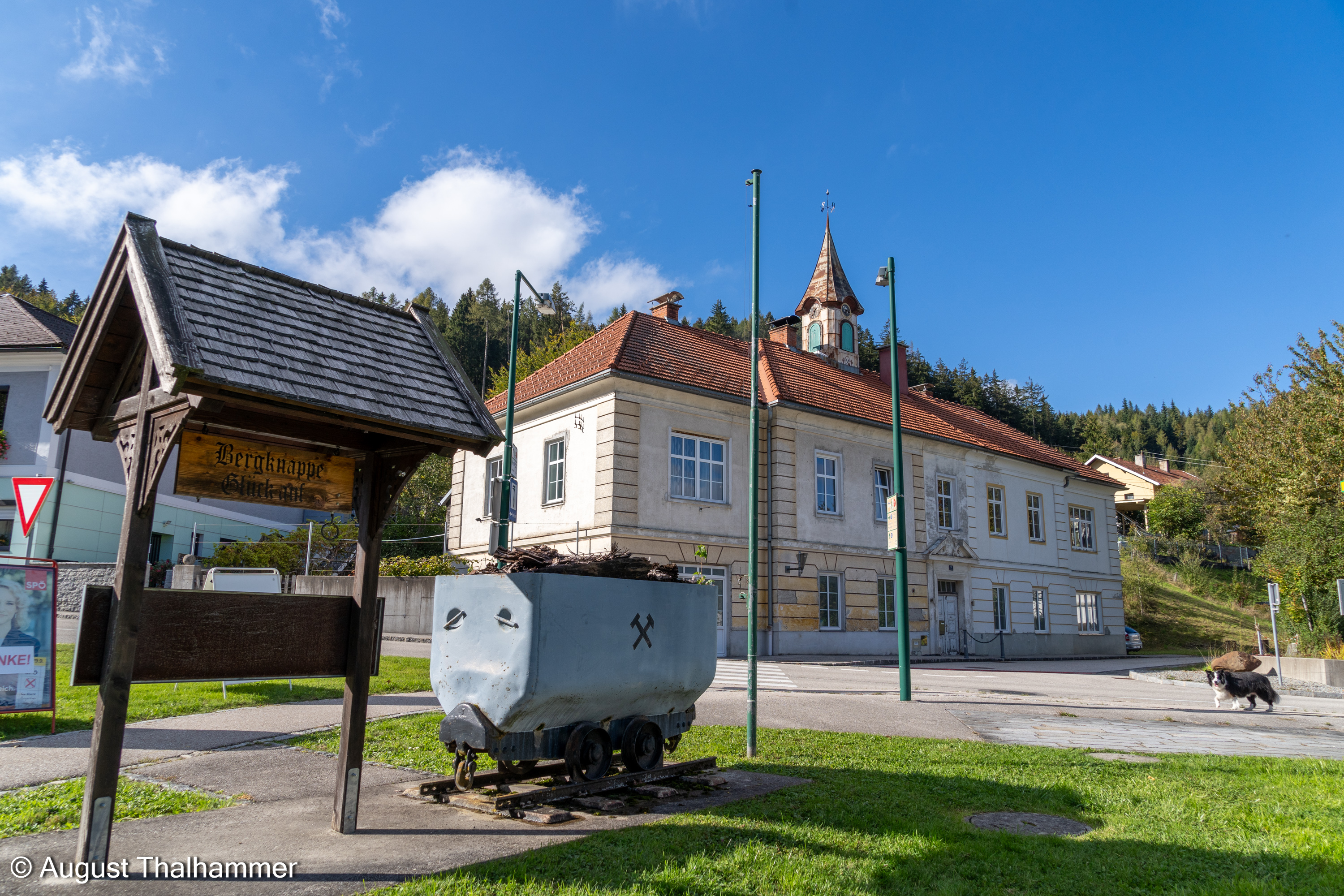
Ortsmitte mit ehemaligem Direktionsgebäude

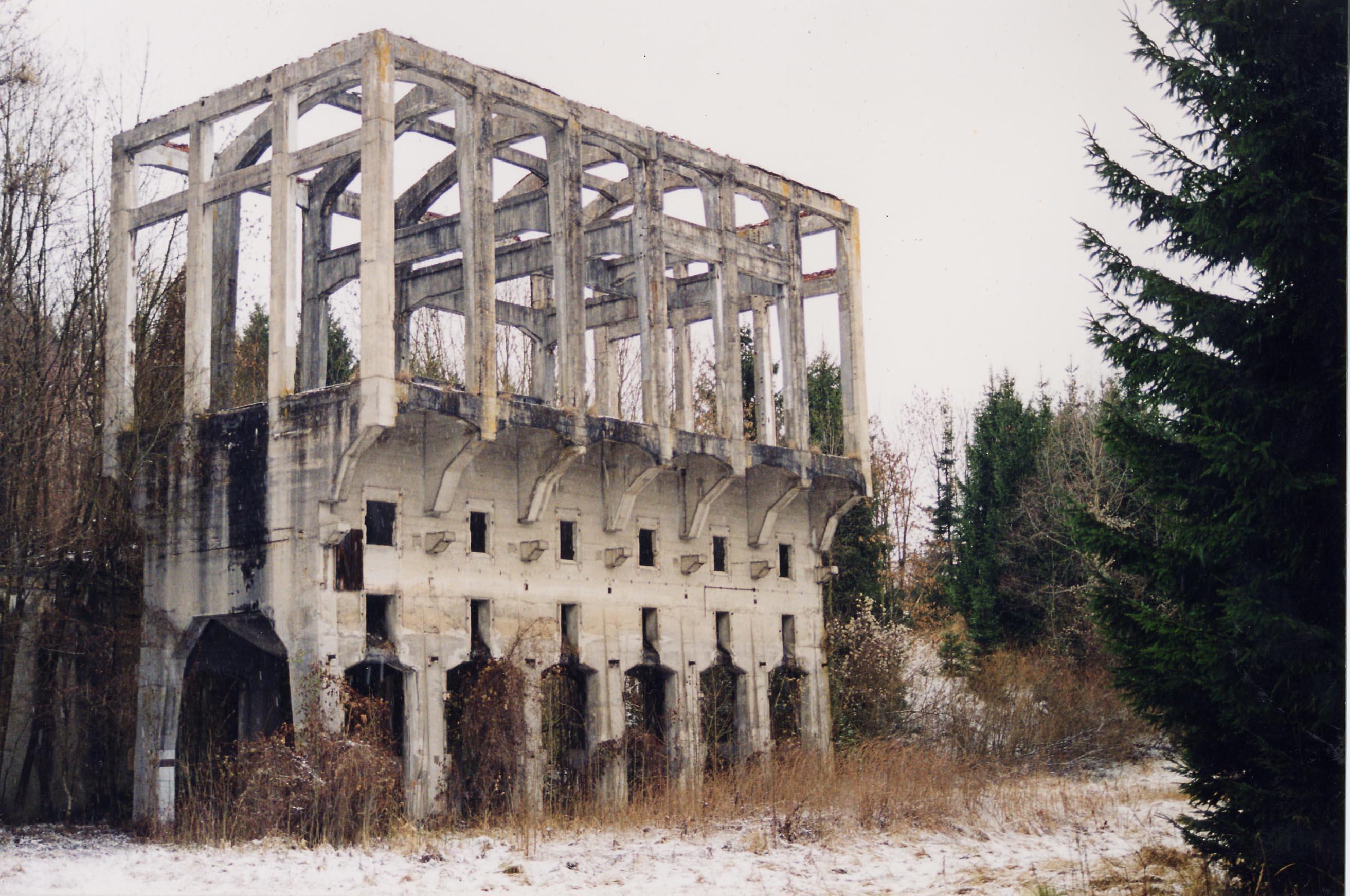
Kohlebrecher

Kohlgrube (bairisch Koigruam ausgesprochen) ist eine Siedlung im östlichen Hausruck und Ortschaft der oberösterreichischen Gemeinde Wolfsegg am Hausruck. Sie wurde 1794 gegründet und gilt als eine der wenigen in ihrer Grundstruktur erhaltenen Bergwerkskolonien Österreichs.

## Lage
Kohlgrube liegt rund drei Kilometer östlich des Gemeindehauptorts, auf 540–620 Metern.

## Geschichte
In Kohlgrube wurde seit 1776 unter Tage  Braunkohle gefördert, die Anlagen wurden nach Auskohlung des Ostreviers im Jahr 1964 geschlossen. Die zur Gänze ehemals der Wolfsegg-Traunthaler Kohlenwerks AG (WTK AG) gehörenden Immobilien und Flächen wurden Ende der 1960er Jahre hauptsächlich an ehemalige Bergleute verkauft. Aus einer industriell geprägten Bergwerkskolonie mit über 1000 Bewohnern wurde eine Wohnsiedlung mit rund 130 Einwohnern.
| Jahr     | 1880 | 1890 | 1900 | 1910 | 1951 | 1961 | 1971 | 1981 | 1991 | 2001 | 2011 |
| Gebäude  | 31   | 31   | 34   | 38   | 38   | 42   | 33   | 39   | 44   | 48   | 47   |
| Bewohner | 1080 | 1146 | 988  | 733  | 766  | 788  | 230  | 183  | 146  | 152  | 130  |

Gut erhaltene Wohnkasernen (Koloniehäuser), die ehemalige Werksdirektion und -kantine sowie das Gelände um die Kohlebrech- und Sortieranlage zeugen von der Vergangenheit. Seit dem Jahr 2003 wird der ehemalige Kohlebrecher Kohlgrube als kulturelle Spielstätte genutzt, der Ort wurde mit Aufführungen von Franzobel-Premieren (u. a. Nestroy-Preis) bekannt.